# 大野真子
大野 真子（おおの まこ、2002年7月28日 - ）は、日本の女子レスリング選手。熊本県出身。階級は53g級。

## 来歴
父親がレスリングの選手だったこともあって、兄に続いて4歳の時にタイガーキッズでレスリングを始めた。小学生の時には全国大会で何度も優勝を果たした。女子選手の中では強すぎたため、小学校6年の時には全国少年少女レスリング選手権大会の男子の部に出場すると、優勝した。玉名中学へ入学すると柔道を始めた。3年の時には全国中学校柔道大会の44㎏級に出場するも、2回戦で敗れた。九州ジュニア柔道選手権で優勝して全日本ジュニアに出場するも、初戦で世界カデチャンピオンである大成高校1年の河端悠に敗れた。北稜高校では柔道を続けるつもりだったが、レスリング指導者の説得でレスリングに専念することになった。1年の時にはインターハイ53㎏級で3位だったものの、ジュニアクイーンズカップカデットの部、JOC杯カデットの部、さらには世界カデット選手権でも優勝した。2年の時にはインターハイで3位だったが、アジアカデット選手権で優勝した。2021年に日体大へ進学すると、2年の時に全日本選手権で3位になった。3年の時には全日本学生選手権で優勝すると、U-23世界選手権でも優勝を飾った。

## 主な戦績
- 2015年 -　ジュニアクイーンズカップ 中学生の部　3位（37kg級）
- 2017年 -　ジュニアクイーンズカップ カデットの部　3位（43kg級）

以降は53㎏級での戦績
- 2018年 -　ジュニアクイーンズカップ カデットの部　優勝
- 2018年 -　JOC杯カデットの部　優勝
- 2018年 -　世界カデット選手権　優勝
- 2018年 -　インターハイ　3位
- 2019年 -　クリッパン女子国際大会　カデットの部　2位
- 2019年 -　ジュニアクイーンズカップ カデットの部　2位
- 2019年 -　アジアカデット選手権　優勝
- 2019年 -　インターハイ　3位
- 2022年 -　ジュニアクイーンズカップ U20の部　2位
- 2022年 -　U20アジア選手権　優勝
- 2022年 -　全日本学生選手権　3位
- 2022年 -　全日本選手権　3位
- 2023年 -　全日本学生選手権　優勝
- 2023年 - U-23世界選手権　優勝

（出典）